# Selenipedium vanillicarpum
Selenipedium vanillicarpum é uma espécie de orquídea terrestre, família Orchidaceae. Trata-se de espécie não esclarecida que supostamente habita o Brasil central. Há rumores de que teria sido re-descoberta na Bahia em 2001.